# David Wilkerson
David Ray Wilkerson (Hammond, Indiana, 1931. május 19. – Cuney, Texas, 2011. április 27.) amerikai keresztény evangélista. Közismert a Kés és kereszt vagy másik címén Kereszt az aszfaltdzsungelben könyvéről. Alapító lelkésze a New York-i Times Square Church gyülekezetnek.

## Élete
David Wilkerson pünkösdi prédikátor családban született 1931-ben az indianai Hammondban. Miután az Assemblies of God lelkésszé szentelte, feleségül vette Gwendolyn Carossot, akivel 57 évig, haláláig élt boldog házasságban.

## Munkássága, szolgálatai
Pennsylvaniai kis gyülekezetekben (Scottdale és Philipsburg) kezdte szolgálatát mint lelkész. 1958-ban olvasott a Life magazinban egy cikket New York-i tinédzserekről, akiket gyilkossággal vádoltak. New Yorkba ment és elkezdte szolgálatát a bíróság elé állított fiatal bandatagok felé. E munkából nőtte ki magát a Teen Challenge misszió nevet viselő Krisztus-központú kábítószer és alkohol rehabilitációs program.
A Teen Challenge a Kés és kereszt c. könyv révén vált ismertté, amely közel 50 millió példányban (több mint 30 nyelven) kelt el. A könyv Wilkerson New York-i szolgálatáról, és egy ottani bandavezér Nicky Cruz megtéréséről szól. A könyvet 1970-ben megfilmesítették. Nicky Cruz egy időben a Teen Challenge vezetője volt. A Teen Challenge-nek mára szerte a világon több mint ezer központja működik.

## Magyarul
- Számomra isten nem probléma; s.n., s.l., 1960 k.
- Tizenkét angyal a pokolból; közrem. Leonhard Ravenhill; s.n., s.l., 1965 után
- Jézus Krisztus a kőszikla. 5 ismert szerző Jézus Krisztus visszajöveteléről; többekkel, németből ford. Réka Hudec; s.n., s.l., 197?
- Kereszt az aszfaltdzsungelben; EWP, s.l., 1970
- David Wilkerson: Kés és kereszt / Nicky Cruz: Harc az ezerarcú bűn ellen / Egy bandavezér pálfordulása; Magyarországi Szabadkeresztyén Gyülekezet, Bp., 1985
- Feltárul az Új Szövetség; ford. Kormosné Debreceni Zsuzsa; Evangéliumi Pünkösdi Közösség, Bp., 2001
- Kés és kereszt. David Wilkerson visszaemlékezése John és Elizabeth Sherill közreműködésével; Evangéliumi Pünkösdi Közösség, Bp., 2003
- A látomás és azon túl. Beteljesedett és beteljesedésre váró próféciák; ford. Gulyás Melinda; Evangéliumi Pünkösdi Közösség, Bp., 2005 (Élő víz könyvek)
- Érezted úgy mostanában, hogy feladod? Találj reményt és gyógyulást, amikor elcsüggedtél; ford. Haász Veronika; Szegletkő, Bp., 2018
- A látomás és azon túl; ford. Gulyás Melinda; 2. jav. kiad.; Magyar Pünkösdi Egyház, Bp., 2020
- Kés és kereszt; közrem. John Sherill, Elizabeth Sherill, ford. Szegedi Ildikó; 2. jav. kiad.; Magyar Pünkösdi Egyház, Bp., 2020
- Ismerd meg nevét!; ford. Debreczeni Andrea; Szegletkő, Debrecen, 2021